# Philydrella pygmaea
Philydrella pygmaea är en enhjärtbladig växtart som först beskrevs av Robert Brown, och fick sitt nu gällande namn av Théodore Caruel. Philydrella pygmaea ingår i släktet Philydrella och familjen Philydraceae.

## Underarter
Arten delas in i följande underarter:
- P. p. minima
- P. p. pygmaea